# Henri Lemaire
Henri Lemaire (ur. 9 stycznia 1798 w Valenciennes, zm. 2 sierpnia 1880 w Paryżu) – rzeźbiarz romantyzmu i polityk francuski.

## Życiorys
Kształcił się w paryskim warsztacie Pierre’a Cartelliera. W 1821 otrzymał nagrodę Prix de Rome w dziedzinie rzeźby.

## Wybrane dzieła

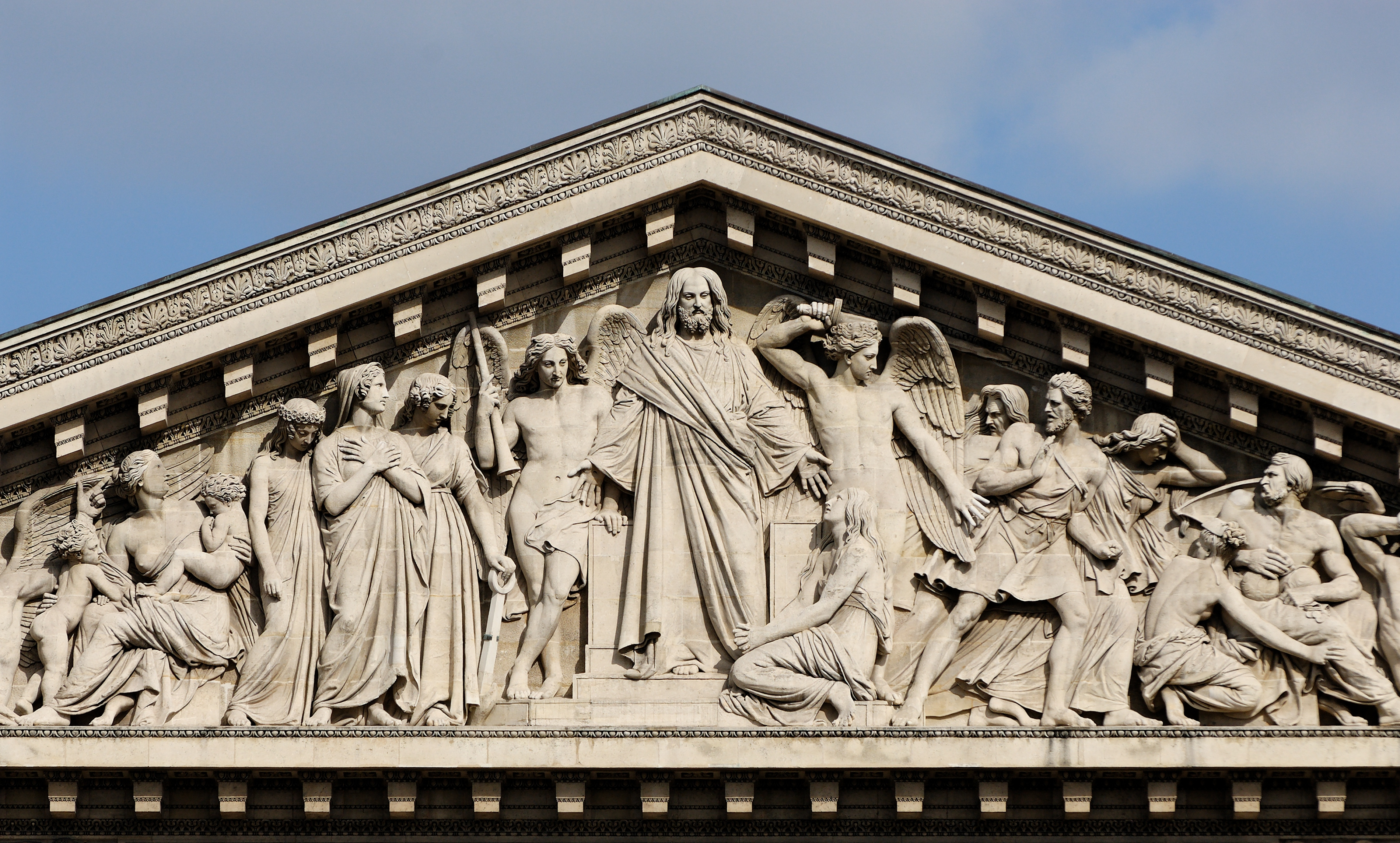
Sąd Ostateczny (detal), fronton kościoła de la Madeleine w Paryżu (1827)
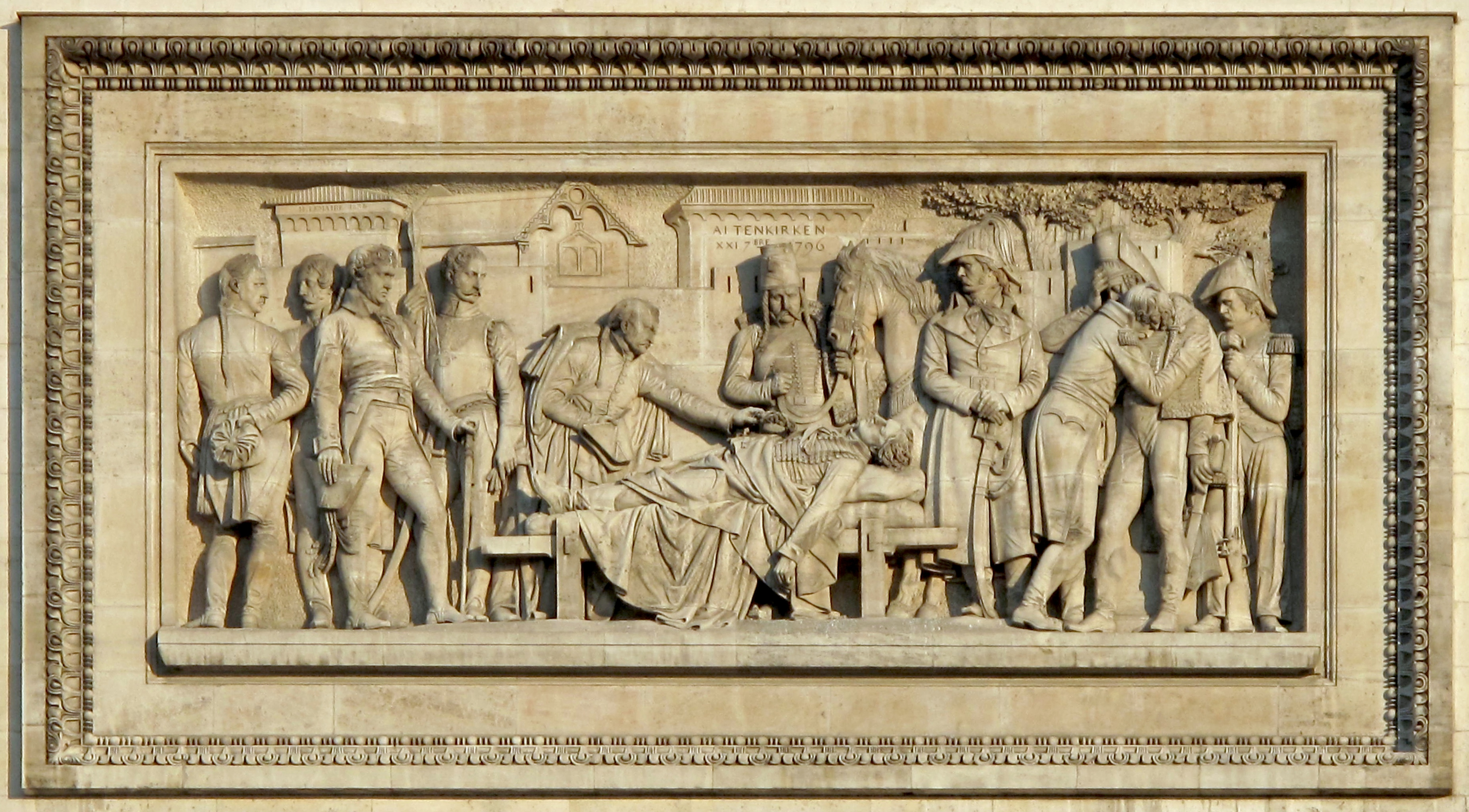
Pogrzeb generała Marceau, relief z Łuku Triumfalnego w Paryżu (1833)
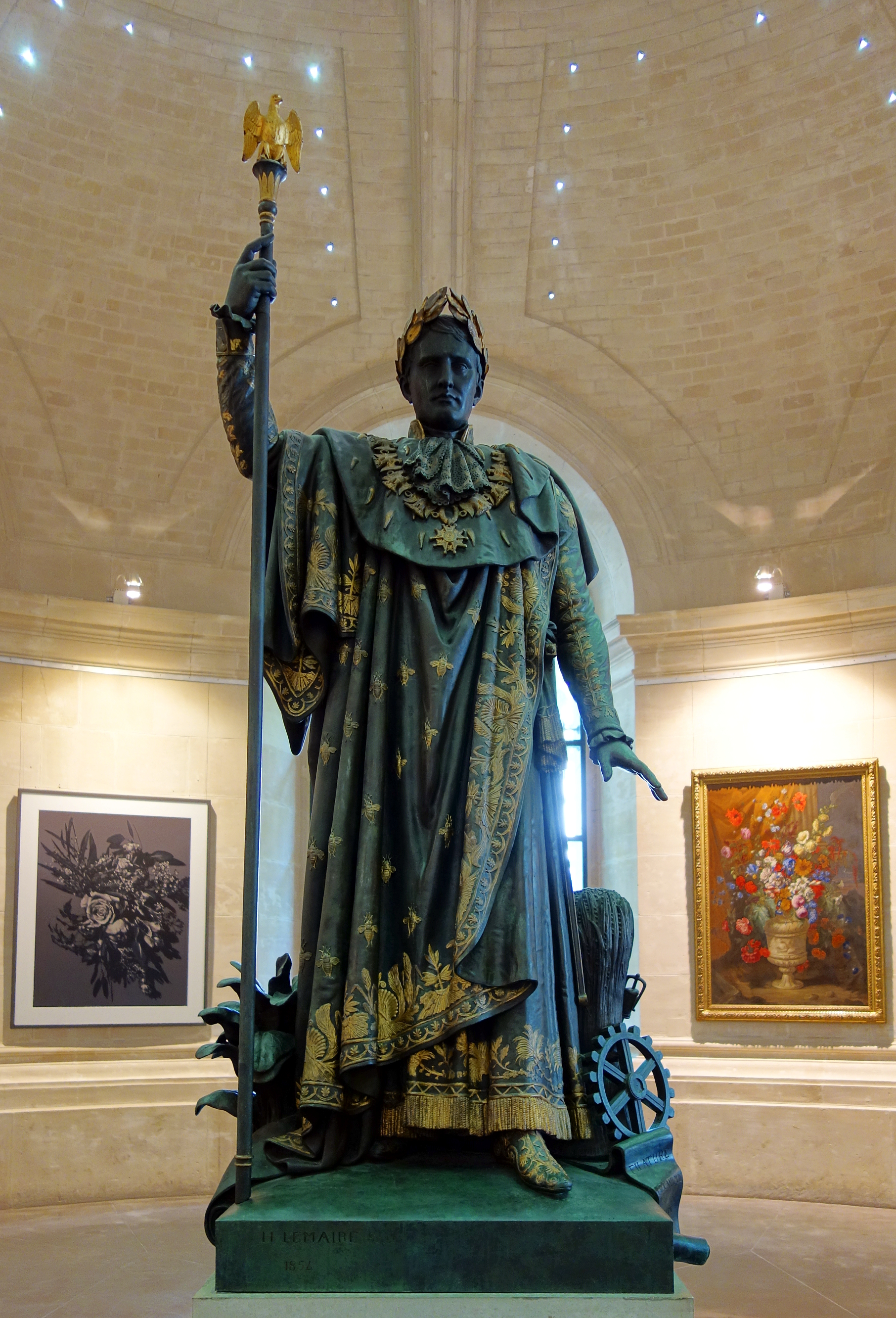
Pomnik Napoleona I, Palais des Beaux-Arts w Lille (1854)